# Ajuntament de Berga
L'ajuntament de Berga és un edifici protegit com a bé cultural d'interès local. L'edifici és una de les obres més destacades del segle XX locals. A l'arxiu municipal es conserven tots els plànols de les obres, així com un dietari complet de totes les incidències referides a la construcció de la nova casa de la vila. També es conserven tots els esquemes i dibuixos del mobiliari, de la il·luminació, fusteria, etc. encarregats a diferents cases barcelonines. L'obra fou inaugurada el 1930.

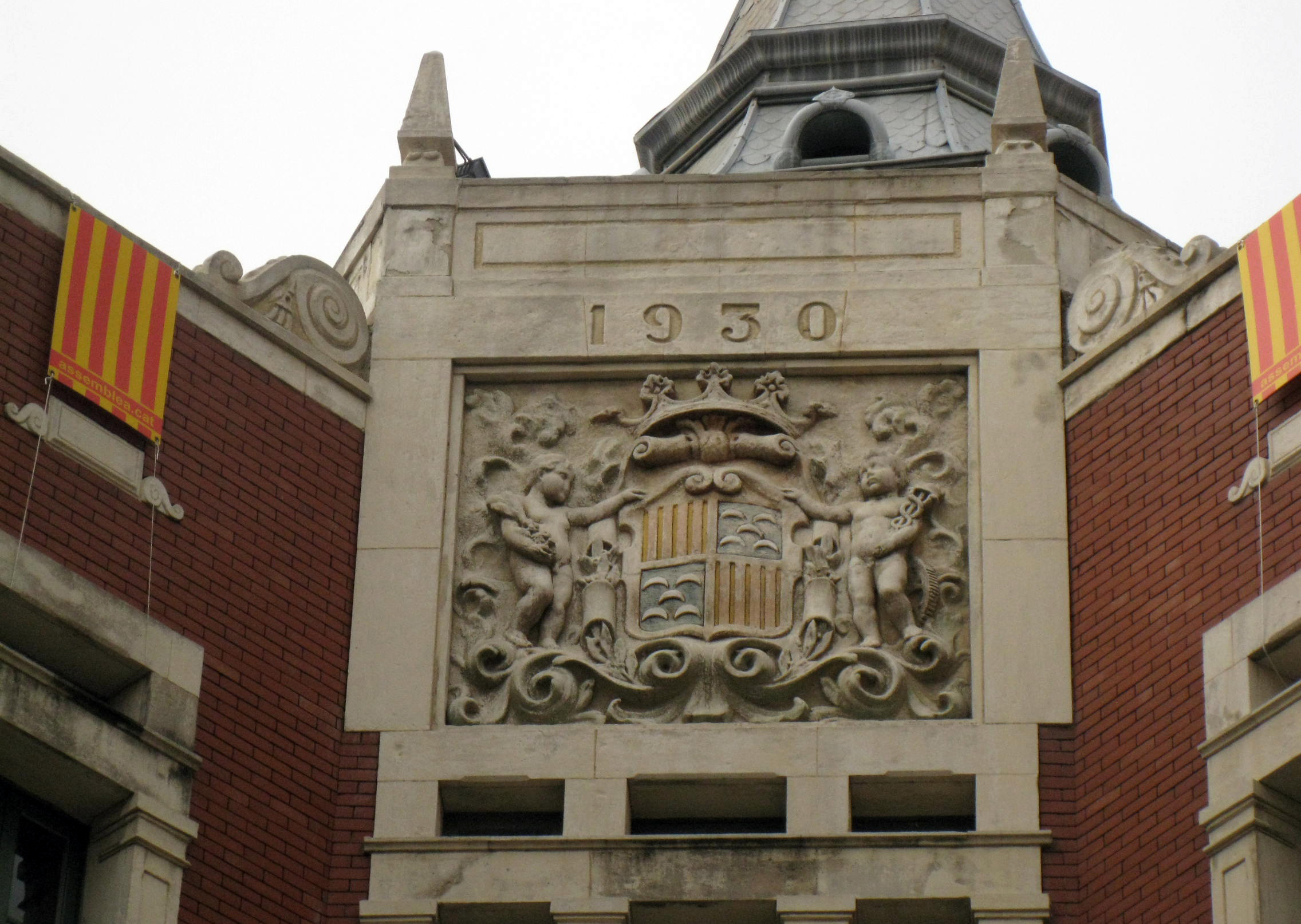
Escut de la ciutat a la façana

Edifici entres mitgeres que aprofita l'espai de la cantonada de la plaça de St. Pere, a la qual està orientada la façana principal. En té una altra al carrer posterior, el dels àngels. L'edifici actualment allotja les dependències de l'ajuntament i a la zona posterior, el museu municipal. Està estructurat en planta baixa i tres pisos superiors amb la façana arrebossada imitant el carreuat de pedres. Destaquem la gran balconada suportada per columnes dòriques amb barana de balustres de pedra del primer pis. Les obertures, tres a cada pis, són diferents entre elles. Al primer pis les trobem allindanades amb una llinda motllurada com si es tractés d'un entaulament i a sobre, decoracions vegetals. Al segon pis són força més austeres, un arc de mig punt de menors dimensions, flanquejat per dues obertures allindanades. Al tercer pis les obertures són molt curioses; si bé segueixen sent allindanades, a la part superior tenen altre buit, com si es tractés d'una segona finestra de menors dimensions. L'edifici està rematat per un escut en baix relleu sobre les obertures centrals del tercer pis i per sobre, trobem una petita torre de secció poligonal amb coberta punxeguda.